# علوم رفتاری فرگشتی
علوم رفتاری فرگشتی (به انگلیسی: Evolutionary Behavioral Sciences)، یک مجله دانشگاهی فصلنامه است که توسط انجمن روان‌شناسی آمریکا منتشر می‌شود. این مجله در سال ۲۰۰۷ به عنوان مجله روان‌شناسی اجتماعی، تکاملی و فرهنگی تأسیس شد و نام کنونی خود را در ژانویه ۲۰۱۴ به دست آورد. علوم رفتاری فرگشتی، دست‌نوشته‌هایی را منتشر می‌کند که مطالعه رفتار انسان را از منظر فرگشتی، با تأکید بر کاری که نظریه تکاملی را با دیگر رویکردها و دیدگاه‌های علوم رفتاری ادغام می‌کند، منتشر می‌کند. این مجله با مشارکت انجمن روان‌شناسی فرگشتی شمال شرق منتشر می‌شود.